# Ghána az olimpiai játékokon
Ghána az olimpiai játékokon 1952-ben vett részt először, amikor még Aranypart néven (brit gyarmatként) jegyezték. Azóta majdnem minden nyári olimpián képviseltette magát, mindössze az 1956-ost és az 1976-ost - utóbbit egy bojkott miatt (reagálásul Új-Zéland szereplésére, és annak sportkapcsolataira a fajüldöző Dél-Afrikával) - hagyta ki, valamint 1980-ban csatlakozott az Amerikai Egyesült Államok vezette bojkotthoz. Ghána 2010-ben először vett részt a téli olimpián, Vancouverben egy sportoló képviselte.
Ghána eddig öt olimpiai érmet szerzett: négyet ökölvívásban, egyet pedig U23-as labdarúgásban, 1992-ben.
A Ghánai Olimpiai Bizottságot 1952-ben alapították, és a NOB még abban az évben fel is vette tagjai közé.
2011 januárjában a NOB felfüggesztette a tagságot, mert az ország olimpiai bizottságába a politika is beleszólt.

## Érmesek
| Érem  | Név | Olimpia         | Sport      | Versenyszám        |
| ----- | --- | --------------- | ---------- | ------------------ |
| Ezüst | Clement Quartey | 1960. Róma      | Ökölvívás  | Férfi kisváltósúly |
| Bronz | Eddie Blay | 1964. Tokió     | Ökölvívás  | Férfi kisváltósúly |
| Bronz | Prince Amartey | 1972. München   | Ökölvívás  | Férfi középsúly    |
| Bronz | Nemzeti válogatott (Joachin Yaw Acheampong, Simon Addo, Sammi Adjei, Frank Amankwah, Bernard Aryee, Isaac Asare, Kwame Ayew, Ibrahim Dossey, Mohammed Gargo, Samuel Kumah, Nii Lamptey, Yaw Preko, Shamo Quaye) | 1992. Barcelona | Labdarúgás | Férfi              |
| Bronz | Samuel Takyi | 2020. Tokió     | Ökölvívás  | Férfi pehelysúly   |

## Éremtáblázatok

### Érmek a nyári olimpiai játékokon
| Olimpia              | Arany          | Ezüst          | Bronz          | Összesen       |
| 1952, Helsinki       | 0              | 0              | 0              | 0              |
| 1956, Melbourne      | nem vett részt | nem vett részt | nem vett részt | nem vett részt |
| 1960, Róma           | 0              | 1              | 0              | 1              |
| 1964, Tokió          | 0              | 0              | 1              | 1              |
| 1968, Mexikóváros    | 0              | 0              | 0              | 0              |
| 1972, München        | 0              | 0              | 1              | 1              |
| 1976, Montréal       | nem vett részt | nem vett részt | nem vett részt | nem vett részt |
| 1980, Moszkva        | nem vett részt | nem vett részt | nem vett részt | nem vett részt |
| 1984, Los Angeles    | 0              | 0              | 0              | 0              |
| 1988, Szöul          | 0              | 0              | 0              | 0              |
| 1992, Barcelona      | 0              | 0              | 1              | 1              |
| 1996, Atlanta        | 0              | 0              | 0              | 0              |
| 2000, Sydney         | 0              | 0              | 0              | 0              |
| 2004, Athén          | 0              | 0              | 0              | 0              |
| 2008, Peking         | 0              | 0              | 0              | 0              |
| 2012, London         | 0              | 0              | 0              | 0              |
| 2016, Rio de Janeiro | 0              | 0              | 0              | 0              |
| 2020, Tokió          | 0              | 0              | 1              | 1              |
| 2024, Párizs         | 0              | 0              | 0              | 0              |
| Összesen             | 0              | 1              | 4              | 5              |

## Érmek sportáganként

### Érmek a nyári olimpiai játékokon sportáganként
| Ghána érmei a nyári olimpiai játékokon sportáganként | Ghána érmei a nyári olimpiai játékokon sportáganként | Ghána érmei a nyári olimpiai játékokon sportáganként | Ghána érmei a nyári olimpiai játékokon sportáganként | Az olimpiai zászlaja |

| Sportág    | Arany | Ezüst | Bronz | Összesen |
| ---------- | ----- | ----- | ----- | -------- |
| Ökölvívás  | 0     | 1     | 3     | 4        |
| Labdarúgás | 0     | 0     | 1     | 1        |
| Összesen   | 0     | 1     | 4     | 5        |